# Лакофф, Джордж
Джордж Лакофф (англ. George Lakoff, фонетически более правильный вариант Лейкофф, род. 24 мая 1941) — американский лингвист, профессор когнитивной лингвистики в Калифорнийском университете в Беркли. В 1990—1993 годах — президент Международной ассоциации когнитивной лингвистики. Известен своими идеями о центральной роли метафоры в мышлении индивида, политическом поведении и общественной жизни.

## Переосмысление метафоры

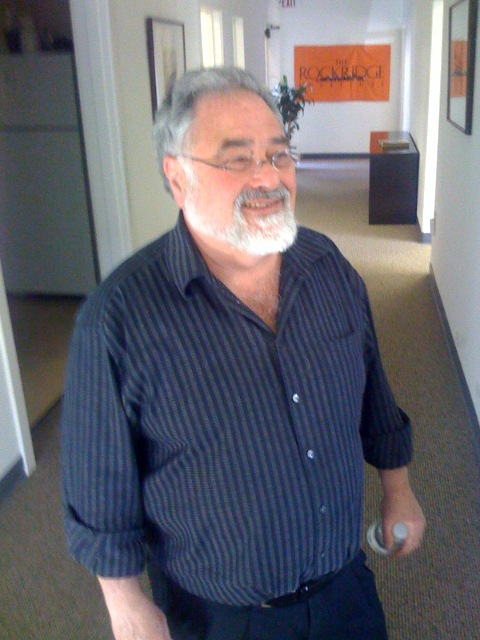
Джордж Лакофф (2008)

Свою карьеру ученого Лакофф начал сначала как студент, а потом как преподаватель трансформационной грамматики, родоначальником которой считается Ноам Хомский. В конце 1960-х годов Лакофф с другими студентами занимается разработкой генеративной семантики, которая является альтернативой генеративному синтаксису Хомского. В интервью Лакофф признается:

В этот период моей жизни я пытался унифицировать трансформационную грамматику Хомского с помощью формальной логики. Я помог разработать множество деталей в теории грамматики Хомского. Ноам утверждал и, насколько я могу судить, до сих пор стоит на своем — что синтаксис не зависит от значения, контекста, имеющихся знаний, памяти, когнитивных процессов, коммуникативной интенции, и человеческого тела в целом… Тщательно прорабатывая детали его ранней теории, я обнаружил несколько случаев, когда семантика, контекст и другие факторы вмешиваются в правила, определяющие синтаксические варианты фраз и морфем. Я начал заниматься альтернативной теорией с 1963 года в сотрудничестве с прекрасными учёными, такими, как Джон Росс и Джим МакКоли, и работал над ней в течение 60-х гг.

Разногласия и непрекращающиеся споры о лингвистических теориях в эти годы получило неформальное название «лингвистические войны».
Оригинальные положения теории Лакоффа о концептуальной метафоре были изложены в книге «Метафоры, которыми мы живем» в 1980 году.
Метафора, в западной традиции, считалась исключительно языковой конструкцией. Новаторство Лакоффа заключается в том, что он рассматривает метафору как изначально понятийную конструкцию, и определяет её центральное место в процессе развития мысли. В частности, он говорит: «Наша обыденная понятийная система, с точки зрения того, как мы мыслим и действуем, суть метафорическая по своей природе». Неметафорическая мысль, согласно Лакоффу, возможна только когда мы говорим о физической реальности. Чем больше индивид абстрагируется, тем больше метафорических слоев требуется для выражения мысли. Однако люди не замечают эти метафоры по различным причинам. Например, одной из причин является тот факт, что многие метафоры стали «мёртвыми», и сейчас мы уже не можем определить их происхождение. Ещё одна, более банальная причина заключается в том, что мы просто «не видим, что происходит».
Так, например, в интеллектуальных дебатах основной определяющей метафорой является «Argument is war» — «спор есть битва»:
- Your claims are indefensible — Ваша позиция выглядит беззащитной.
- Не attacked every weak point in my argument — Он нападал на каждое слабое место в моей аргументации
- His criticisms were right on target — Его критические замечания били точно в цель
- I demolished his argument — Я разбил его аргументацию
- I’ve never won an argument with him — Я никогда не побеждал в споре с ним
- You disagree? Okay, shoot! — Вы не согласны? Отлично, ваш выстрел!
- If you use that strategy, he’ll wipe you out — Если вы будете следовать этой стратегии, он вас уничтожит
- Не shot down all of my arguments — Он разбил все мои доводы

Для Лакоффа развертывание мысли представляет собой развитие более сложных метафор. Наложение одной области знаний на другую является источником новых видов ощущения и понимания.

## Телесный ум
Когда Лакофф утверждает, что ум по своей сути «телесен», он доказывает зависимость мышления индивида, вплоть до самых абстрактных рассуждений, от таких конкретных и «низкоуровневых» средств как сенсорно-двигательная система и эмоции. Следовательно, данная телесность отвергает не только дуализм отношений мышления и материи, но также утверждения о том, что человеческий разум может быть познан не прибегая к основополагающим «исполнительным элементам».
Лакофф приводит три дополнительных отдельных аргумента в пользу телесности ума. Во-первых, используя свидетельства из нейрологии и моделирования нейронной сети, он доказывает, что определённые концепты, такие как цвет или пространственные отношения (напр. «красный» или «над»), могут быть практически полностью изучены и поняты в результате исследования опорно-двигательных процессов и процессов восприятия.
Во-вторых, основываясь на анализе метафорического языка в рамках когнитивной лингвистики, он доказывает, что в основе рассуждений, которые мы используем при описании таких абстрактных тем, как война, экономика или мораль, каким-то образом оказываются такие обыденные предметы разговора, как пространственные отношения.
И, наконец, основываясь на исследованиях в области когнитивной психологии и философии языка, Лакофф доказывает, что лишь малая часть категорий, используемых человеком, принадлежат к «черно-белому типу», поддающемуся анализу в определённых и существенных условиях. Наоборот, большинство категорий представляются гораздо более сложными, как наши тела.
«Мы есть существа, зависящие от нервной системы», — утверждает Лакофф, «Наш мозг получает данные от других частей нашего тела. То, как выглядят наши тела, и то, как они функционируют в окружающем мире, таким образом, определяет структуру концептов, которыми мы мыслим. Мы не можем думать что-нибудь — только то, что позволяет нам наш телесный ум».

## Книги на русском
- Лакофф Д., Джонсон М. Метафоры, которыми мы живем, М. 2004
- Лакофф Д., Женщины, огонь и опасные вещи: Что категории языка говорят нам о мышлении, М. 2004